# Monster Dog - Il signore dei cani
Pour plus de détails, voir Fiche technique et Distribution.
Monster Dog - Il signore dei cani est un film d'épouvante fantastique hispano-italien réalisé par Claudio Fragasso et sorti en 1986.

## Synopsis
La star du rock Vincent Raven, accompagné de son partenaire et d'un groupe de danseurs, se rend dans le manoir délabré de ses parents décédés pour y tourner un clip vidéo. Une fois sur place, il doit faire face à des meurtres mystérieux et à une ancienne malédiction familiale. Une bande de voyous motorisés vient même rendre son séjour déjà mouvementé encore plus désagréable, obligeant Vincent à se transformer en justicier pour sauver sa vie et celle de sa bien-aimée.

## Fiche technique
- Titre original italien : Monster Dog - Il signore dei cani[1]
- Titre espagnol : Leviatán ou Los perros de la muerte[2]
- Réalisateur : Claudio Fragasso (sous le nom de « Clyde Anderson »)
- Scénario : Claudio Fragasso, Rossella Drudi (it)
- Photographie : José García Galisteo
- Montage : Antonio Jose Ochoa
- Musique : Grupo Dichotomy
- Effets spéciaux : Carlo De Marchis
- Décors : Gumersindo Andrés
- Production : Eduard Salui, Carlos Aured, Clark Tyrrel
- Société de production : Continental Motion Pictures Corporation
- Pays de production :  Italie -  Espagne
- Langue originale : espagnol
- Format : Couleurs par Technicolor - 1,66:1 - Son mono - 35 mm
- Durée : 84 minutes
- Genre : Film d'épouvante fantastique
- Dates de sortie :
  - États-Unis : 15 juillet 1986 (directement en vidéo)
  - Espagne : 16 août 1988

## Distribution
- Alice Cooper : Vince Raven
- Victoria Vera : Sandra
- Carlos Santurio : Frank
- María José Sarsa : Marilou
- Pepita James : Angela
- Emilio Linder : Jordan
- Ricardo Palacios : Shérif Morrison
- Barta Barri (hu) : le vieil homme

## Production

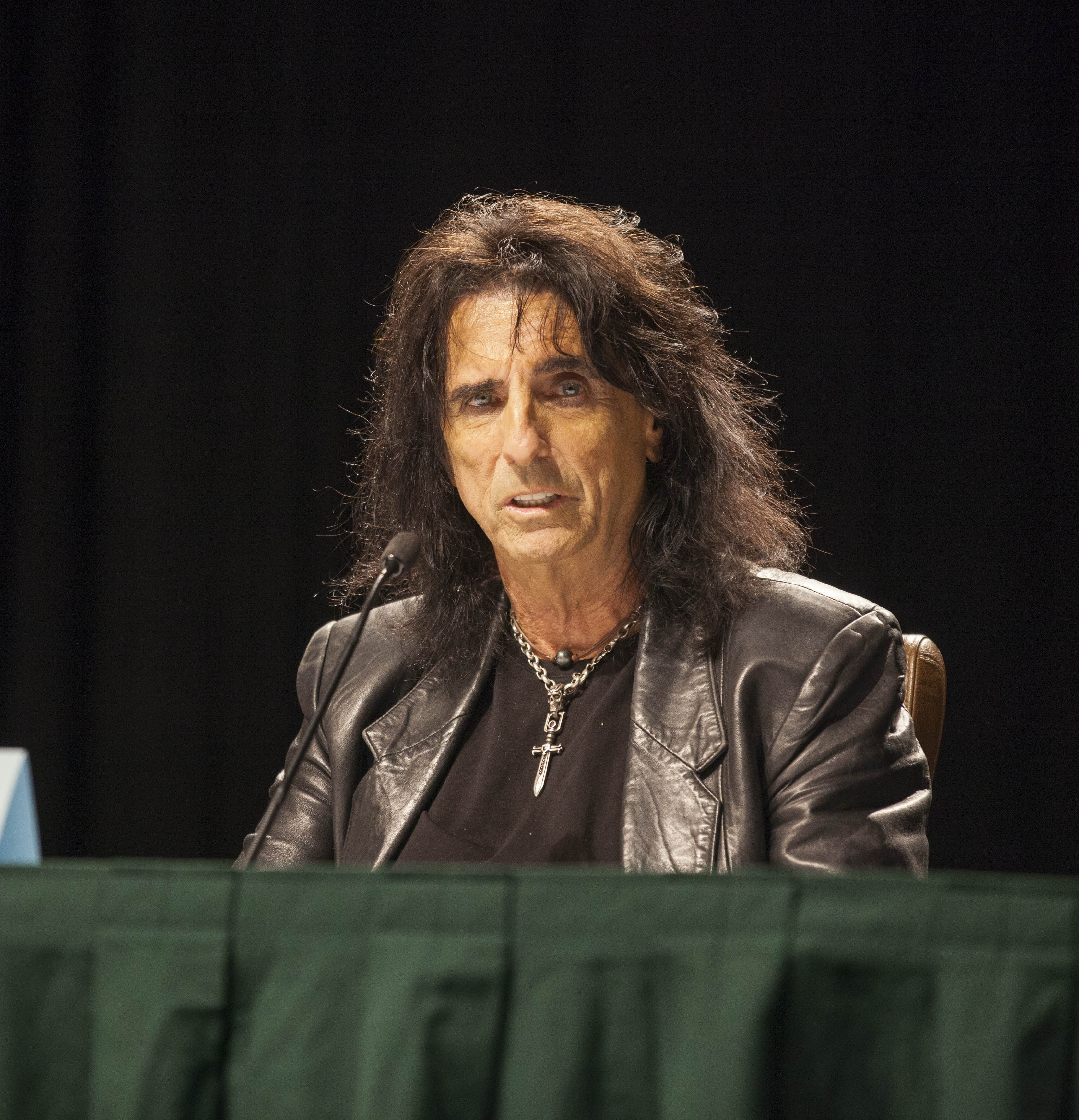
Le musicien américain Alice Cooper incarne le personnage principal du film.

Avant de réaliser Monster Dog - Il signore dei cani, Claudio Fragasso a débuté comme scénariste au milieu des années 1970 et, dans les années 1980, il a souvent travaillé avec Bruno Mattei sur des films de women in prison et des films d'épouvante. Après avoir coréalisé des films avec Mattei sans être crédité au générique, il s'est rendu en Espagne pour tourner personnellement Monster Dog - Il signore dei cani. Fragasso a été contacté par le producteur néerlandais Eduard Salui après avoir vu le film Les Rats de Manhattan, également coréalisé avec Mattei. Salui lui propose de réaliser un nouveau film mettant en scène des animaux et destiné au marché de la vidéo amateur. Il invite Fragasso et sa femme Rossella Drudi (it) à écrire un scénario influencé par des films d'horreur tels que Le Loup-garou de Londres (1981) et Hurlements (1981). Monster Dog - Il signore dei cani fait partie d'un contrat de deux films avec le producteur délégué Carlos Aured, le second film étant Alien Predator (1986) de Deran Sarafian.
Alice Cooper, un musicien américain connu pour ses mises en scène macabres, a été choisi pour interpréter le rôle principal. Cooper a parlé de cette expérience dans un entretien accordé au journal canadien The Georgia Straight en 1986, déclarant qu'il voulait faire un film à petit budget et sordide, et que « Ils m'ont dit qu'il ne sortirait jamais au cinéma, et j'ai dit, 'Super. Il comptera parmi ces films que l'on peut louer au vidéoclub'. Ils ont acquiescé, alors je l'ai fait.... Ils m'ont donné beaucoup d'argent pour le faire [rires]. Je pense que mon cachet a représenté la plus grande partie du budget ». En 2012, il déclare qu'il avait participé au film juste après avoir fini sa cure de désintoxication pour son alcoolisme, afin de voir s'il était « capable de travailler sobrement ». Carlos Aured a parlé en termes positifs de la collaboration avec Cooper, révélant que le musicien n'avait fait que deux demandes à la production : une réserve de Coca-Cola frais et un magnétoscope dans sa chambre pour qu'il puisse regarder de vieux westerns. L'actrice Victoria Vera a déclaré plus tard que le film était « misérable et désagréable, mais j'ai passé un bon moment avec Alice ; c'est une personne vraiment fabuleuse et amusante ». Fragasso s'est également souvenu de Cooper avec affection, déclarant : « J'ai développé une bonne relation de travail avec Cooper... [il] a une passion pour les films d'épouvante et tous les soirs nous en regardions ensemble comme si nous étions des enfants ».
Le film a été tourné pendant cinq semaines à Torrelodones, en Espagne. Fragasso a déclaré que les effets spéciaux ont causé de nombreux retards pendant le tournage. Les plans comprenant des effets spéciaux ont tous été tournés au cours de la dernière semaine, y compris la fabrication d'une grande tête de marionnette pour le chien monstrueux qui s'est cassée pendant la première scène dans laquelle elle a été utilisée. Cela a obligé les scénaristes à réécrire une partie du scénario.
Deux chansons du film ont été composées par l'arrangeur et compositeur espagnol Teddy Bautista (es). Fragasso a déclaré qu'Eduard Salui avait monté le film sans sa permission, affirmant qu'environ 20 minutes de film avaient été coupées et que « ce qui a circulé sur VHS et DVD n'est pas le film que j'ai tourné », soulignant que toutes les scènes qu'il jugeait les meilleures ont été supprimées. Fragasso et Drudi ont fait plusieurs déclarations par la suite, réaffirmant toujours qu'environ 20 minutes avaient été coupées pour accélérer le rythme du film,. Le film mentionne quatre autres monteurs.

## Exploitation
Bien que l'IMdb et d'autres bases de données indiquent que le film est sorti en Italie en décembre 1984, Il signore dei cani n'a jamais été soumis à la censure italienne,. Le film est sorti pour la première fois en vidéo amateur aux États-Unis édité par Trans World Entertainment le 15 juin 1986. En Espagne, il est sorti en salles par Union Films S.A. le 16 août 1988,. Il a rapporté l'équivalent de 128 737,53 € pour un total de 53 438 spectateurs payants.
Les deux chansons du film interprétées par Alice Cooper sont restées inédites jusqu'en 1999, date à laquelle elles sont apparues dans le coffret The Life and Crimes of Alice Cooper. Un single vinyle des deux chansons est sorti en 2012 en édition limitée à 100 exemplaires.